# Dialektyka

Dialektyka nauczająca rozumowania. Miedzioryt Cornelisa Corta z 1565 roku.

Dialektyka (stgr. διαλεκτική τέχνη, łac. dialectica, ars dialectica, ratio dialectica) – nauka zajmująca się poprawnością argumentacji i refutacji podczas wypowiedzi. Kodyfikuje ona zasady poprawnego rozumowania służące do analizy argumentów potwierdzających lub kwestionujących udowadnianą w czasie dyskursu tezę, a także sposoby prowadzenia debaty, w czasie której jeden z uczestników stara się udowodnić tezę, a drugi ją obalić. Przez niektórych autorów niekiedy mylona z logiką.
Celem dialektyki nie jest osiągnięcie konsensusu, lecz przekształcanie niezgody w krytyczny instrument rozwoju wiedzy. Rozumowanie dialektyczne dotyczy twierdzeń, które budzą kontrowersje, a także opartych na niezweryfikowanych hipotezach. Dialektyka nie zajmuje się problemami, które można rozwiązać za pomocą wnioskowania logicznego, właściwego dla nauk dedukcyjnych. Jej zasady stosuje się do argumentacji w tych dziedzinach, które pozbawione są formalizacji – wówczas, gdy reguły logiki formalnej nie są oczywiste czy obowiązujące. Analizowane przez dialektykę argumenty nie są oparte na nieuniknionej relacji przyczynowo-skutkowej, ale na prawdopodobieństwie. Argumenty są w dialektyce prawdopodobne, gdy są uznawane przez wszystkich ludzi, bądź przez większość spośród nich, czyli są zgodne z opinią powszechną. Za argumenty prawdopodobne uznaje się także takie, które są głoszone przez osoby powszechnie uważane za autorytety. Systematyką oraz zastosowaniem tego typu argumentów i ich przesłanek zajmują się retoryka oraz topika.
Twórcą dialektyki jako nauki był w IV wieku p.n.e. Arystoteles. Jego twierdzenia rozwinęli w starożytności między innymi Cyceron, Kwintylian, czy Boecjusz. W średniowieczu dialektyka była jednym z podstawowych przedmiotów szkolnych, wykładanych w ramach sztuk wyzwolonych. Do XVIII wieku, w kulturze europejskiej, traktowano ją jako element niezbędnego wykształcenia, kształtujący poprawność rozumowania. Z dialektyki wywodzi się wiele stosowanych współcześnie pojęć naukowych, na przykład teza, system, doktryna, czy dogmat, jak również powszechnie używanych toposów – na przykład, że o faktach się nie dyskutuje.
W historii nauki używano niekiedy terminu dialektyka w innych znaczeniach. W starożytności i średniowieczu niektórzy uczeni stosowali go dla określenia logiki stoików, która w odróżnieniu od logiki Arystotelesa nie była logiką nazw, lecz logiką zdań. W czasach nowożytnych używano tego terminu w znaczeniu filozoficznym, przyjętym przez Hegla (teoria rzeczywistości jako walki i jedności przeciwieństw), Marksa (teoria rozwoju rzeczywistości jako walki i jedności przeciwieństw) lub Schopenhauera, który utożsamił dialektykę z erystyką. Te nowożytne znaczenia są zasadniczo odmienne od klasycznego ujęcia dialektyki i mają z nią niewiele wspólnego.

## Znaczenie terminu
Termin διαλεκτική występuje w pismach greckich od VI wieku przed Chrystusem. Używano go zawsze z domyślnym τέχνη – „sztuka”, „umiejętność”. Wywodzi się on z rzeczownika διάλεκτος, oznaczającego wygłaszaną mowę, dyskusję lub sposób wypowiadania się. Używano też czasownika διαλέγομαι – „dyskutuję”, „przemawiam”, „wypowiadam się” (powstałego wskutek złożenia słów δῐᾰ́ „przez” oraz λέγω – „mówię”). Termin ten oznaczał w starożytnej Grecji sztukę (umiejętność) właściwego rozumowania podczas wypowiadania się lub rozmowy. W I wieku przed Chrystusem, w pismach Cycerona, pojawił się łaciński odpowiednik tego terminu, którego źródłosłów był grecki, dialectica. Z języka łacińskiego termin ten trafił w średniowieczu, poprzez szkoły, do języka polskiego.

## Historia

### Starożytność

#### Starożytna Grecja

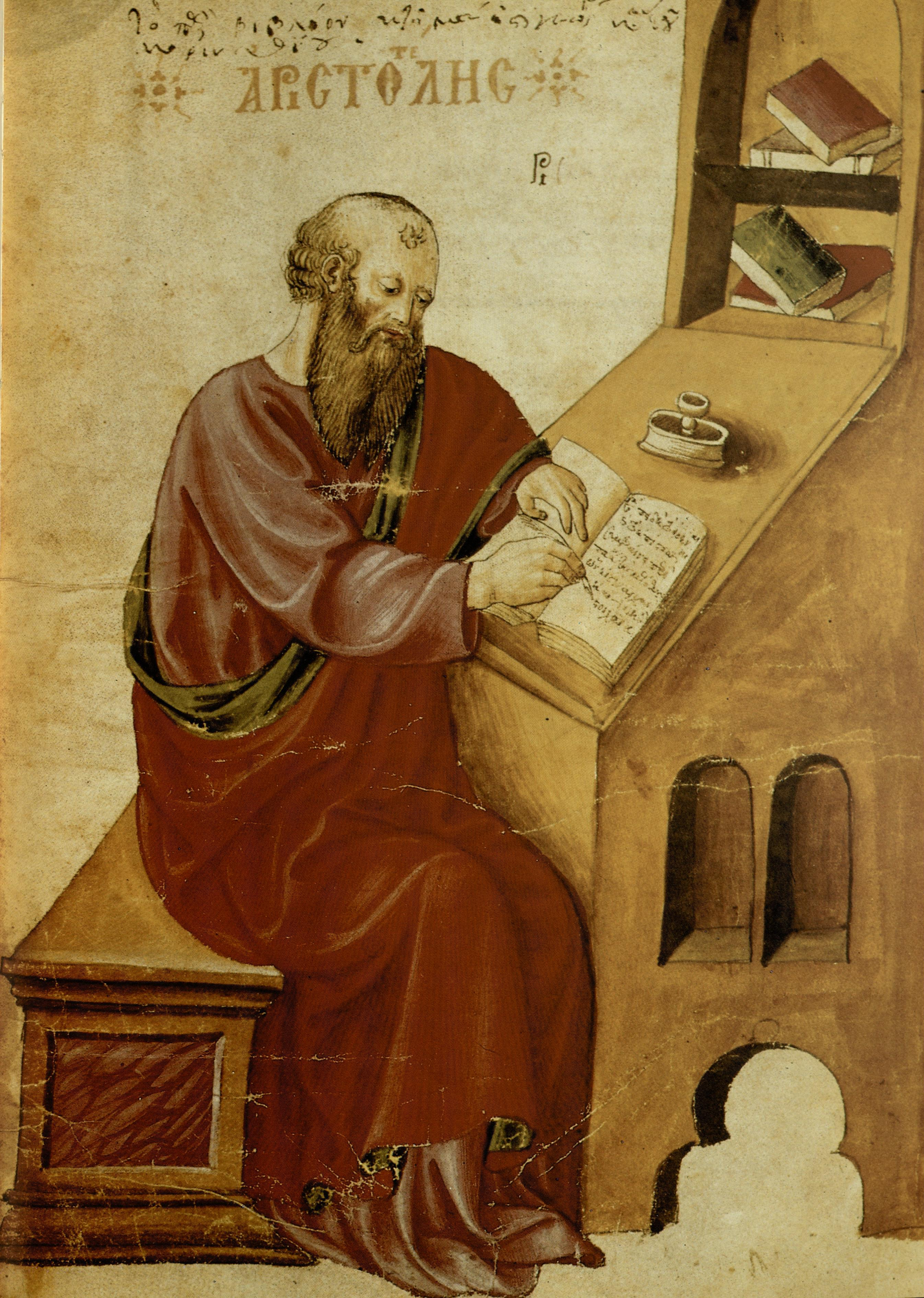
Arystoteles piszący przy pulpicie. Miniatura w rękopisie Topiki z 1457 roku. Wiedeń, Österreichische Nationalbibliothek, Cod. Phil. gr. 64

Za ojca dialektyki uważa się Heraklita z racji jego teorii wariabilizmu, która uznawała zmienność rzeczywistości i jedność przeciwieństw za zasadę istnienia świata. Arystoteles twierdził jednak, że twórcą dialektyki był Zenon z Elei, gdyż jako pierwszy przeanalizował reductio ad absurdum. Sofiści (między innymi Protagoras), używali terminu dialektyka w rozumieniu narzędzia służącego do udowadniania tezy i wygrywania dysput, za pomocą zwodniczej argumentacji, a także wieloznaczności pojęć i sądów. Dialektyka była dla nich metodą tworzenia za pomocą środków językowych pozorów prawdy dla fałszywych sądów, czyli tego, co później nazwano argumentacją sofistyczną. Stanowisko sofistów skrytykował Sokrates, który zdefiniował dialektykę jako sztukę poszukiwania prawdy na drodze pytań i odpowiedzi. Wyróżnił na tej drodze dwa etapy – część elenktyczną (sztukę sprawdzanie poprawności argumentacji) oraz część majeutyczną (sztukę rodzenia argumentów). Uważał, że w pierwszym etapie należy sprowadzić tezę przeciwnika do absurdalnych konsekwencji, natomiast w drugim wydobyć z twierdzeń szczegółowych, na drodze opozycji i analogii, tezę ogólną.
Twierdzenia Sokratesa rozwinął Platon, dla którego dialektyka była przede wszystkim metodą dochodzenia do obiektywnej prawdy. W swoich dziełach podał on jej dwa znaczenia. Pierwsze akcentowało umiejętność zadawania pytań i udzielania odpowiedzi, drugie ukazywało dialektykę jako „najwyższą filozoficzną metodę”, polegającą na przechodzeniu od pojęć szczegółowych do pojęć bardziej ogólnych. Proces ten utożsamiał Platon z wznoszeniem się umysłu od danych zmysłowych do idei (obiektywnej prawdy). Wspólne obu znaczeniom było krytyczne rozróżnianie pojęć według zasady tożsamości i różnicy, mające na celu doprowadzenie do prawdy. Platon zdefiniował dialektykę jako sztukę odnalezienia i właściwego użycia odpowiedniego do danego problemu argumentu.
Twórcą dialektyki jako dyscypliny naukowej był w IV wieku przed Chrystusem Arystoteles. Jej zasady przedstawił w traktacie Topiki, a potem rozszerzył i uszczegółowił w dwóch kolejnych traktatach – O dowodach sofistycznych oraz Analitykach wtórych. Dla Arystotelesa celem dialektyki nie było ustalenie obiektywnej prawdy, ale realistyczne wyjaśnienie rzeczywistości. Zdefiniował on dialektykę jako naukę, która stosuje metodę uzasadniania twierdzeń prawdopodobnych za pomocą sylogizmów, zwłaszcza w odniesieniu do takich tez, które nie dają się udowodnić za pomocą rozumowania logicznego, czyli opartego na nieuniknionej relacji przyczynowo-skutkowej. W jego ujęciu zadaniem dialektyki było krytyczne badanie twierdzeń, poprzez analizę związków pojęciowych (rodzaj, gatunek, przypadłość itp.) istniejących między podmiotem a orzecznikiem sylogizmu. Analiza dialektyczna badając, czy przesłanki twierdzeń nie są używane w różnych znaczeniach lub zakresach, służy do uzasadniania ich podstaw przez przypisanie podmiotom i orzecznikom właściwych racjonalnych sensów, a także do wykluczenia występujących wśród nich błędów. Według Arystotelesa dialektyka była więc metodą służącą do wyprowadzania poprawnych wniosków z obszaru tego, co prawdopodobne, jak i sztuką poprawnej argumentacji.
Topiki oraz O dowodach sofistycznych zapoczątkowały długą i skomplikowaną historię dialektyki. Greccy uczeni pisali do nich komentarze, a także tworzyli własne traktaty, w których dokonywali reinterpretacji twierdzeń Arystotelesa. Do najwybitniejszych dialektów zaliczani są Teofrast z Eresos, Straton z Lampsaku, Eudemos z Rodos, a w późniejszym okresie Temistios, Aleksander z Afrodyzji czy Amoniusz. Za najstarszą szkołę dialektyczną, opierającą swoją naukę na twierdzeniach Arystotelesa, uważa się odgałęzienie szkoły megarejskiej. Jego przedstawicielami byli między innymi Diodor Kronos, Filon, Kleinomachos z Thurii, Pantoides. Opracowali oni dialektyczną teorię zdań i teorię negacji. Z czasem szkoła ta zaczęła uprawiać dialektykę w celach komercyjnych.

#### Starożytny Rzym
Grecką dialektykę zaadaptował do nauki łacińskiej Cyceron. W traktacie Topika narzekał, że Rzymianie traktują retorykę jak poezję, nie studiując książek poświęconych dialektyce. Tymczasem dialektyka – jego zdaniem – jest niezbędnym elementem wykształcenia mówcy. Cyceron zdefiniował dialektykę jako ratio disserendi, gdzie „ratio” odnosi się do poprawnego wnioskowania, a „disserendi” do dyskursu. Podzielił dialektykę na ratio inveniendi (odkrywanie argumentów uzasadniających tezę) i ratio iudicandi (ocenę argumentów). W przeciwieństwie do greckich teoretyków uważał, że ważniejsza od oceny poprawności argumentów jest umiejętność ich odpowiedniego dobierania.
Augustyn z Hippony uznał dialektykę za najważniejszą część wiedzy, disciplina disciplinarum wszelkich nauk. W jego ujęciu dialektyka znajduje szczególne zastosowanie w rozumowaniu odnoszącym się do przedmiotów wiecznych, koniecznych i niezmiennych.
Kluczowe dla dalszego rozwoju dialektyki były prace Boecjusza, który tradycyjnie uważany jest za pomost między dialektyką starożytną a średniowieczną. Boecjusz napisał komentarz do Topik Arystotelesa (współcześnie zaginiony) oraz komentarz do Topiki Cycerona. Przetłumaczył Topiki oraz O dowodach sofistycznych Arystotelesa na łacinę. Napisał też kilka traktatów, w których przedstawił własny pogląd na dialektykę – największy wpływ na dalszy rozwój nauki wywarły jego De topicis differentiis.

### Średniowiecze i nowożytność

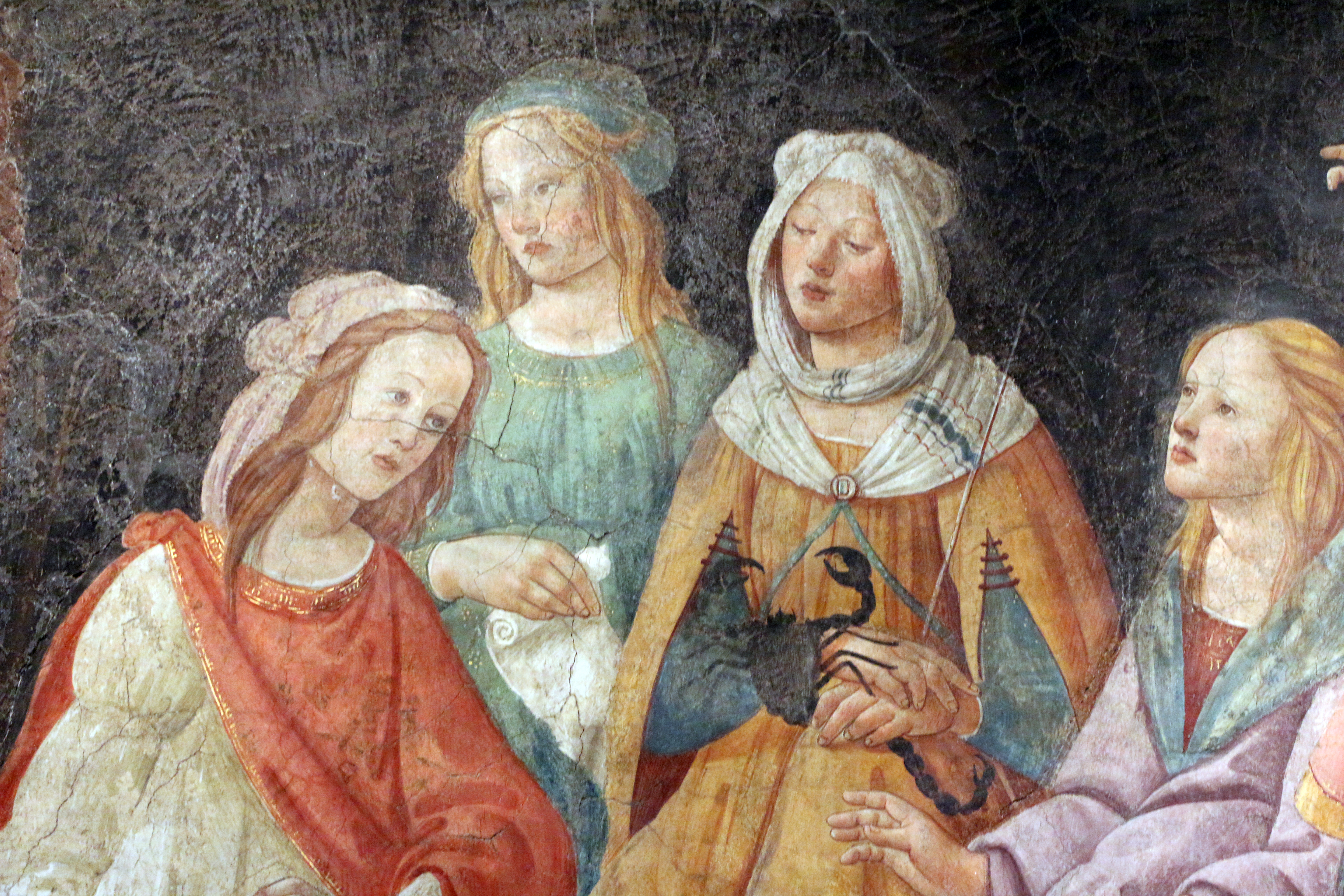
Sandro Botticelli, Wiosna przedstawia młodzieńcowi siedem sztuk wyzwolonych. Fragment obrazu olejnego, wykonanego między rokiem 1483 a 1485, Luwr. Ilustracja do O zaślubinach Filologii z Merkurym Marcjana Kapelli. Dialektyka siedzi pośrodku, między retoryką i gramatyką

W średniowieczu dialektyka została jednym z podstawowych przedmiotów szkolnych, wykładanych w ramach sztuk wyzwolonych. Była składnikiem trivium, obok gramatyki i retoryki. Nauczano jej na podstawie teorii Cycerona, Kwintyliana i Boecjusza. Jako podręcznika używano najczęściej O zaślubinach Filologii z Merkurym Marcjana Kapelli. W podręczniku tym dialektyka została alegorycznie opisana jako surowa i chuda niewiasta, bowiem dla Kapelli dyscyplina ta była jedynie pomocniczą dla retoryki, reprezentowanej przez piękną i majestatyczną kobietę. Tak przedstawiano dialektykę w poezji i sztuce, jej postać utrwalona została na przykład na fasadach katedr w Paryżu, Chartres, Laon czy Auxerre.
Odwrót od retoryki i położenie nacisku na znaczenie dialektyki, który dokonał się w XII wieku, najczęściej wiązany jest przez współczesnych badaczy z odnalezieniem w połowie tego stulecia łacińskich przekładów Topik oraz O dowodach sofistycznych Arystotelesa, autorstwa Boecjusza. Tłumaczenia te były często kopiowane w całej Europie, zachowało się 250 rękopisów łacińskiego tekstu Topik. Odkrycie przekładów Boecjusza, wraz ze wzrastającym zainteresowaniem myślą Arystotelesa, przygotowało grunt pod odrzucenie podręcznika Marcjana Kapelli i spowodowało powstanie wielu nowych prac na temat dialektyki oraz rozwój tej dyscypliny. Jan z Salisbury narzekał około 1180 roku, że uczniowie studiują z zapałem dialektykę, a czują pogardę dla opartych na autorytecie gramatyki, retoryki czy filozofii: Czego naucza ten stary osioł? Po co nam prawi o tym, co powiedzieli i zrobili starożytni? My sami z siebie wydobywamy wiedzę! Jan z Sulisbury krytykował jałowość debat dialektycznych. W jednych ze swoich dzieł zapisał relację z paryskiej dysputy, której był świadkiem. Gdy po dwunastu latach ponownie odwiedził Paryż, usłyszał tych samych mistrzów, którzy podczas dysput głosili te same tezy i używali takich samych argumentów. W opinii Jana, przez lata żaden z tych mistrzów niczego nowego nie wniósł do nauki.
W pierwszej połowie XIII wieku William z Sherwood zdefiniował dialektykę, opierając się na Arystotelesie, jako sztukę dochodzenia do prawdopodobnych opinii, znajdujących się w połowie drogi między pewnością wiedzy naukowej a fikcją sofistyki. Lambert z Auxerre sklasyfikował dialektykę jako część logiki i uznał za metodę, która daje dostęp do wszystkich innych metod. Około 1250 roku długi komentarz do Topik napisał Albert Wielki. Komentarz ten był najważniejszym dziełem tego, co później nazwano dialektyką scholastyczną – drukowano go jeszcze w XVI wieku. W XV wieku, wśród humanistów, narodził się ruch „nowej dialektyki”, który odwoływał się bezpośrednio do prac Arystotelesa. Rudolf Agricola sformułował teorię związku między dialektyką a retoryką. W pierwszej połowie XVI wieku Agostino Nifo zrekonstruował to, co uznał za „prawdziwą” dialektykę – w przeciwieństwie do średniowiecznych interpretacji – opierając się na komentarzach Aleksandra z Afrodyzji i Awerroesa. Dzięki tym wysiłkom, dialektyka stała się ogólnym i elastycznym narzędziem argumentacji dla uczonych XVI, XVII i XVIII wieku, czego przykładami są dzieła Galileusza i Leibnitza. Do początków XIX wieku traktowano dialektykę jako element podstawowego wykształcenia. Uważano ją za autonomiczną dziedziną wiedzy, niezbędną w kształceniu poprawności rozumowania.
W XX wieku dialektyka odrodziła się w pewnych koncepcjach poznawczych. Należą do nich teoria argumentacji Chaïma Perelmana czy teoria dialektyczna Ferdinanda Gonsetha. Grupa uczonych, których poglądy nawiązują do Topik Arystotelesa, wydaje od 1947 roku pismo Dialectica. Pierwszym redaktorem naczelnym tego pisma był Gaston Bachelard.

### Dialektyka w filozofii nowożytnej
Klasyczne pojęcie dialektyki, jako sztuki argumentacji, uległo gruntownej reinterpretacji w filozofii nowożytnej. Od XIX w. zaczęło dominować ujęcie nowe, umiejscawiające dialektykę w obszarze teorii poznania. Nowe znaczenia dialektyki było na tyle odmienne, że można mówić o powstaniu nowej tradycji znaczeniowej, mającej niewiele wspólnego z ujęciami wcześniejszymi. Najogólniej ujmując, w nowożytnej filozofii dialektyka jest traktowana jako pewna własność rzeczywistości.
Filozofowie wczesnonowożytni, tacy jak Francis Bacon, Kartezjusz czy Pierre Gassendi, odrzucali dialektykę wraz z całą późną scholastyką, przeciwstawiając jej nową teorię wiedzy opartą na logice i wiedzy empirycznej. Właściwy początek nowożytnemu ujęciu dialektyki dał Immanuel Kant, który w Krytyce czystego rozumu (1781) przeprowadził krytykę klasycznej dialektyki, zajmującej się jego zdaniem logiką pozoru. Na jej miejsce wprowadził „logikę transcendentalną”, składającą się z dwóch etapów: analityki i dialektyki transcendentalnej. Dialektyka transcendentalna zajmowała się krytyką sądów transcendentalnych (wykraczających poza doświadczenie).
Kantowskie przeformułowanie dialektyki zostało następnie rozwinięte przez idealizm niemiecki. Johann Gottlieb Fichte wprowadził w Grundlage der gesamten Wissenschaftslehre (1794) triadę teza-antyteza-synteza, która miała charakteryzować „dialektyczny” rozwój pojęć. Centralną rolę w tak rozumianej dialektyce grało zestawianie przeciwieństw.

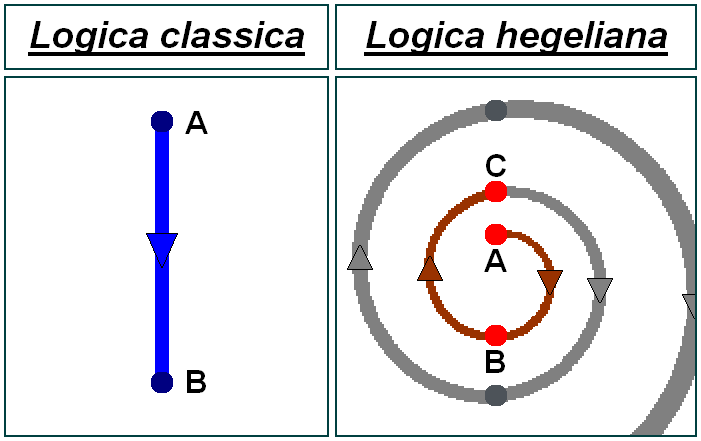
Rozumowanie w logice klasycznej i rozumowanie w logice dialektycznej Hegla.

Najpełniejszą formę takie ujęcie dialektyki znalazło w filozofii Hegla. W systemie Heglowskiej logiki, dialektyka ostatecznie przestała być dyscypliną zajmującą się argumentacją, a stała się pewną własnością procesów zachodzących w obiektywnej rzeczywistości. Triadyczny schemat opisuje rozwój Ducha, który przechodzi do coraz wyższych stadiów rozwoju. Dialektyka była też własnością bytu, podlegającemu ciągłemu ruchowi ścierających się przeciwieństw. Jednym z przykładów rozwoju dialektycznego była dialektyka pana i niewolnika opisana w Fenomenologii Ducha (1807).
Takie ujęcie dialektyki upowszechniło się w XIX-wiecznej filozofii, spychając klasyczne jej ujęcie na margines. W połowie XIX w. doszło do kolejnej zmiany, w której Heglowskie pojęcie dialektyki zostało zreinterpretowane przez Karola Marksa i Friedricha Engelsa w duchu materialistycznym. W marksistowskim ujęciu, Heglowska dialektyka krytykowana była jako idealizm („dialektyka pojęć”). Według marksizmu natomiast, rozwojowi dialektycznemu (teza-antyteza-synteza) podlegają formy organizacji materii w procesie historycznym. Dialektyka była zasadniczą metodą stosowaną do marksistowskiej interpretacji rzeczywistości, także przyrodniczej (dialektyka przyrody Friedricha Engelsa, która miała być podstawą do stworzenia nowych nauk przyrodniczych) .
Pod koniec XIX w. doszło do powstania marksizmu ortodoksyjnego, który ze względu na wagę przypisywanej marksistowskiej dialektyki określany był jako materializm dialektyczny (pojęcie stworzone przez Gieorgija Walentynowicza Plechanowa). Tak rozumiana marksistowska dialektyka (diamat) była podstawową metodą interpretacji rzeczywistości, a po zdobyciu władzy przez bolszewików, stała się oficjalną doktryną państwową państw socjalistycznych.
W krajach Zachodu rozwijano również odmienne koncepcje dialektyki. W ramach szeroko pojętego marksizmu, oryginalne koncepcje dialektyki rozwinęli Antonio Gramsci oraz Theodor Adorno (Dialektyka oświecenia napisana razem z Maxem Horkheimerem, oraz Dialektyka negatywna).
Innymi filozofami współczesnymi, którzy rozwijali własne koncepcje dialektyki byli Søren Kierkegaard, Francis Herbert Bradley, Giovanni Gentile, Maurice Merleau-Ponty, Jean-Paul Sartre.
Nowożytne koncepcje dialektyki były przedmiotem licznych krytyk. Wskazywano, że mają one niewiele wspólnego z klasyczną dialektyką. Osobną grupę krytyk stanowią liczne krytyki dialektyki marksistowskiej, dokonywane z pozycji logiki, nauki, filozofii politycznej (m.in. za jej tendencje totalitarne), czy religii.

## Dialektyka a logika

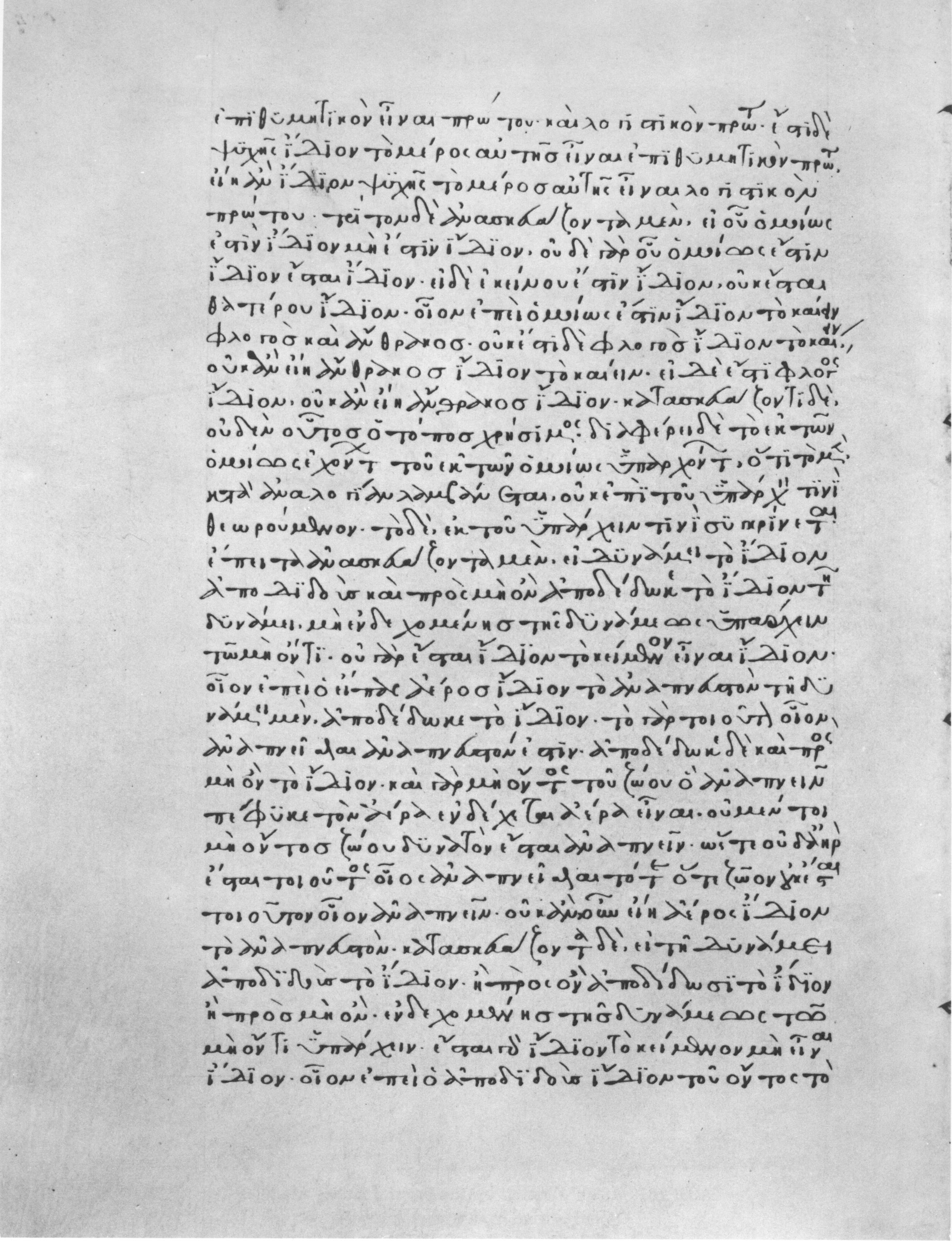
Topiki Arystotelesa. Rękopis z 1319 roku. Wenecja, Biblioteca Marciana, Gr. IV,5, fol. 313v

Jedną z najtrwalszych spuścizn świata starożytnego jest system logiki formalnej. System ten – stworzony przez Arystotelesa a później rozwinięty przez stoików – ustanowił zasady analizy procesu wnioskowania. Dominował on w nauce do końca XIX wieku. Wówczas rozpoznano jego ograniczenia i opracowano inne systemy formalnej analizy logicznej, chociaż większość z tych nowożytnych systemów nadal miała swoje korzenie w myśli starożytnej, zwłaszcza w stoickim systemie logiki zdań.
Wyznaczenie ograniczeń logiki formalnej nie było odkryciem uczonych nowożytnych, na ograniczenia te wskazał już Arystoteles. U autorów starożytnych systemy logiki formalnej rzadko wpływały na tok rozumowania. Niewielu autorów – poza tymi, którzy pisali wyłącznie na temat logiki – wykazywało jakąkolwiek świadomość istnienia takich systemów. Dlatego Arystoteles zauważył, że chociaż logika jest niezbędnym narzędziem wykorzystywanym podczas analizy naukowej, to nie da jej się zastosować przy rozważaniu wielu różnych kwestii, zwłaszcza wykraczających poza empirię. Był zdania, że logika formalna – zwana przez niego analityką – obowiązuje jedynie podczas dyskursu dotyczącego wiedzy naukowej. Zasady obowiązujące podczas wnioskowania w innych przypadkach, uporządkował w system, który nazwał dialektyką. O ile bowiem wiedza obiektywna opiera się na przesłankach koniecznych i wynikających z nich nieuniknionych relacjach przyczynowo-skutkowych, czyli logicznych, to dialektyka wychodząc z przesłanek prawdziwych i rzeczywistych, ale niekoniecznych, opiera swoje wnioskowanie na prawdopodobieństwie. W Analitykach wtórych Arystoteles ujął to twierdzenie w następujący sposób: Wiedza naukowa (ἐπιστήμη) i jej przedmiot różnią się od mniemania (δόξα) i przedmiotu mniemania tym, że wiedza naukowa jest ogólna i utworzona z przesłanek koniecznych, a to, co jest konieczne, nie może być inne. Istnieją fakty prawdziwe i rzeczywiste, które jednak mogą być inne. Wiedza naukowa oczywiście ich nie dotyczy – wtedy bowiem to, co może być inne, stałoby się tym, co nie może być inne.
U teoretyków retoryki umiejętność przekonywania poprzez mowę zawsze budziła obawy, że odbiorcy mogą zostać przekonani do niedopuszczalnych wniosków poprzez zastosowanie chwytów emocjonalnych. Arystoteles i Cyceron wykazali w teorii i praktyce, że właściwie zastosowany dobry argument jest bardziej przekonujący niż zły, ponieważ rozwój sztuki retoryki i zasady dialektyki pozwoliły na skuteczne zwalczanie błędnego rozumowania. Dobry argument rzadko będzie jednak zgodny z rygorystycznymi, formalnymi zasadami logiki, zbyt szczegółowymi i skomplikowanymi, aby przekonać odbiorcę.
Dialektyka przez wieki wypełniała w kulturze i nauce lukę między rygorami logiki formalnej a emocjonalnym potencjałem retoryki. Jest ona teorią wnioskowania, która, choć nie spełnia wymogów logiki, oferuje zestaw elastycznych schematów, które można stosować w wielu różnych kontekstach praktycznych. Systematyzuje argumenty, które nie zawsze są prawdziwe w znaczeniu formalnym, ale za pomocą których można wyciągać przekonujące wnioski – które i tak pojawiłyby się w większości przypadków – z rzeczywistych przesłanek. Przykładem, którym posługiwali się teoretycy dialektyki, było proste, często stosowane, rozumowanie dialektyczne a fortiori: jeśli bronię człowieka przed oskarżeniem o kradzież niewielkiej ilości pieniędzy, zauważając iż nie skorzystał on z możliwości kradzieży większej kwoty, nie oznacza to, że taka osoba nie ukradła pieniędzy – ale stanowi ważny powód, by sądzić, że prawdopodobnie nie zrobiła tego.

## Debata dialektyczna

### Debata akademicka

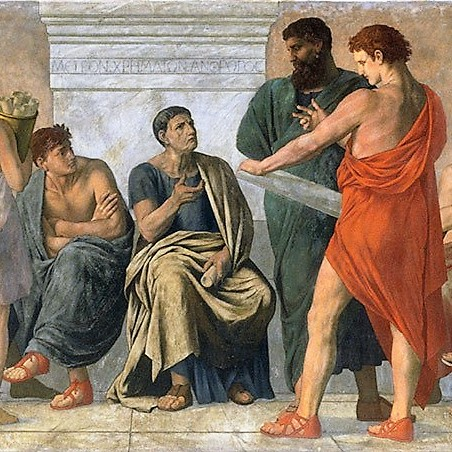
Szkoła Arystotelesa. Fragment fresku Gustava Spangenberga, z 1888 roku

Dialektyka, jako nauka, wywodzi się z teoretycznego opracowania schematu debat, które organizował Arystoteles w pierwszych latach swojej kariery jako filozof i nauczyciel, między rokiem 360 a 350 przed Chrystusem. Pomysł takich debat prawdopodobnie pochodził od Platona, ale jako stały element nauczania wprowadzono go w Akademii dopiero po śmierci założyciela. Dialektyczna debata była rodzajem pojedynku słownego między dwoma uczniami, z których jeden pełnił rolę pytającego, a drugi odpowiadającego. Nauczyciel wyznaczał problem, który był przedmiotem debaty. W O dowodach sofistycznych Arystoteles wspominał, że w Akademii nauczał spierania się na argumenty nie za pomocą teorii, ale praktyki – dopiero wiele lat później opracował zasady i schematy prowadzenia takiego sporu, spisując je w traktacie Topiki.
Problem, który rozstrzyga się za pomocą debaty dotyczy spraw, w których ludzie nie zgadzają się na podstawie argumentów po obu stronach, albo przeciwnie – gdy problem jest tak skomplikowany, że obie strony sporu nie mają żadnych argumentów. Nie są przedmiotem dialektyki problemy oczywiste, co do których panuje zgoda. Dlatego – jak przykładowo stwierdził Arystoteles – nie debatuje się nad problemami, które można rozwiązać za pomocą wnioskowania logicznego, właściwego dla nauk empirycznych (Czy woda po podgrzaniu do odpowiedniej temperatury zagotuje się?), ani fundamentalnymi, wspólnymi wszystkim ludziom kwestiami moralnymi (Czy należy szanować rodziców?). Problemy dialektyczne dzieli się tradycyjnie na trzy typy: moralne (Czy powinno się być posłusznym rodzicom, gdy żądają czynu sprzecznego z prawem?), teoretyczne (Rodzajem dla człowieka jest zwierzę, nieprawdaż?) oraz fizyczne (Czy świat jest wieczny?). Problemy dialektyczne są tak sformułowane, aby można było na nie odpowiedzieć „tak” lub „nie”. Dlatego dialektyka nie zajmuje się kwestiami typu Czym jest byt? lub Jak można osiągnąć szczęście?.
Debatę rozpoczyna pytający, który na podstawie problemu wyznaczonego przez nauczyciela, formułuje prostą kwestię. Odpowiadający wyraża swoje zdanie („tak” lub „nie“), stawiając tezę, a następnie ją uzasadniając. W zależności od tego, którą alternatywę wybierze odpowiadający, pytający przyjmuje zdanie przeciwne i stara się obalić tezę odpowiadającego. W tym celu, pod koniec swojej wypowiedzi, pytający zadaje odpowiadającemu kolejne pytanie, w formie wymagającej również odpowiedzi „tak” lub „nie”. Zależnie od odpowiedzi, pytający kończy, udowadniając sprzeczną naturę tezy odpowiadającego. Debata była ograniczona czasowo. Pytający przegrywał, gdy nie był w stanie obalić tezy w ustalonym czasie, natomiast wygrywał, gdy zdołał szybko wyprowadzić poprawne wnioski lub przesłanki z twierdzenia oponenta.
Zgodnie z zasadami dialektyki, jeżeli odpowiadający mówi „tak” na zadaną kwestię, przedstawiając uzasadnienie tezy {\displaystyle p,} to pytający ma za zadania obalić {\displaystyle p.} Aby to zrobić, musi znaleźć tezę {\displaystyle q,} która z jednej strony jest wnioskiem wynikającym z {\displaystyle p,} ale z drugiej strony jej treść jest nie do przyjęcia dla odpowiadającego. W tym przypadku odrzucenie {\displaystyle q} prowadzi do obalenia {\displaystyle p.} Jeżeli natomiast odpowiadający mówi „nie” i uzasadnia tezę ¬{\displaystyle p,} pytający musi uzasadnić {\displaystyle p.} Aby to zrobić, musi znaleźć twierdzenie {\displaystyle q,} które z jednej strony jest niezbędną przesłanką dla {\displaystyle p,} a z drugiej którego treść odpowiadający powinien zaakceptować. W tym przypadku akceptacja {\displaystyle q} prowadzi do przyjęcia {\displaystyle p}. Dlatego tradycyjnie dzieli się dialektykę na dialektykę negatywną – gdy jej zasady służą do obalenia dowolnej tezy poprzez analizę płynących z tezy wniosków – oraz dialektykę pozytywną – gdy jej zasady służą do obrony dowolnej tezy, poprzez wykazanie prawidłowości przesłanek, z których teza wynika.
Celem tej gry dialektycznej było ćwiczenie umiejętności wypowiadania się. Obaj mówcy mieli nauczyć się poprzez dyskusję, jak argumentować własną tezę i obalać tezę przeciwnika. Ćwiczenie to było regulowane kodeksem postępowania i nadzorowane przez nauczyciela, który pełnił funkcję sędziego. Debata akademicka była stałym elementem nauczania dialektyki w starożytności. Jej stosowanie zalecał Boecjusz, stąd stała się obowiązkowym ćwiczeniem w ramach średniowiecznego kursu sztuk wyzwolonych, gdzie zwano ją obligatio, czyli obowiązkiem. Do XII wieku, gdy w dużej mierze funkcję edukacyjną debaty akademickiej zastąpiło na fakultetach uniwersyteckich questio disputata, obligatio było niezbędnym elementem prowadzącym do uzyskania należytego wykształcenia. Między XIII a XVII wiekiem nadal ćwiczono obligatio w szkolnictwie, weszło ono do programu szkół jezuickich.

### Questio disputata

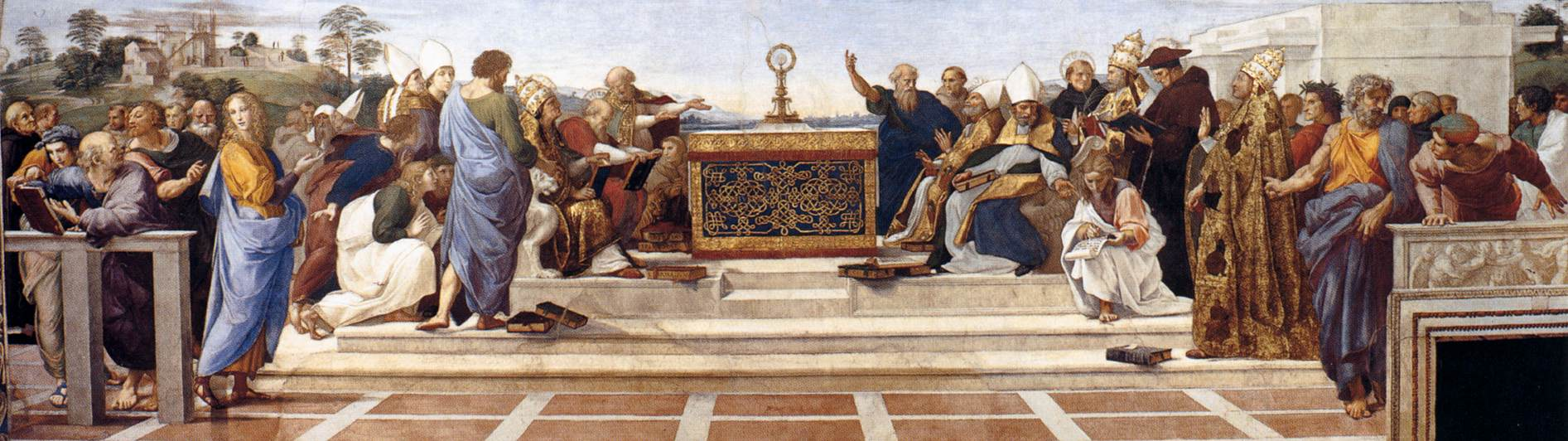
Dysputa o Najświętszym Sakramencie, fragment fresku Rafaela wykonanego w latach 1508–1509, Stanze Watykańskie

Wśród badaczy zajmujących się tą problematyką, nie ma zgody w sprawie przyczyn, dla których w dialektyce tradycyjną, wywodzącą się ze starożytności, debatę akademicką zastąpiła średniowieczna dysputa, zwana questio disputata, niekiedy też debatą uniwersytecką, czy kwestią. Najstarsze wzmianki źródłowe o tego typu dysputach na uczelniach europejskich pochodzą z połowy XII wieku. Dysputa jako metoda nauczania uniwersyteckiego wywarła wielki wpływ na rozwój nauki, która w od XIII wieku stawała się coraz bardziej metodą formalną, podporządkowaną regułom dialektyki Arystotelesa. Zasadniczą formą pracy naukowej stała się kwestia (aporia) – wydawano pojedyncze kwestie lub też zbiory kwestii, uporządkowane według pewnego planu. Do XVIII wieku ten gatunek literatury naukowej dominował wśród publikowanych dzieł.
Questio disputata było formalnym ćwiczeniem, które zajęło ważne miejsce w kształceniu uniwersyteckim. Obok wykładów (lectio) stanowiło główną metodę nauczania w szkołach wyższych, w wielu krajach aż do XIX wieku. Dysputę uniwersytecką (disputo publica) toczyło zazwyczaj dwóch bakałarzy pod kierunkiem mistrza, a przysłuchiwali jej się studenci. Mistrz wysuwał tezę (questio), której prawdziwość należało ustalić. Pierwszy z dyskutujących (opponens) przedstawiał argumenty przeciwko tezie. Drugi z dyskutujących (respondens) miał za zadanie obalić te argumenty lub wykazać ich słabość. Dyskusję zamykał mistrz w formie krótkiego podsumowania (determinatio). Mistrz lub bakałarz prowadzili także zamknięte dysputy ćwiczebne, w których spierali się studenci, zwane disputo privata. Obok dysput szkolnych, na Uniwersytecie Paryskim wprowadzono zwyczaj dysput otwartych między mistrzami. Mogły się one odbywać wyłącznie w drugim tygodniu Adwentu oraz trzecim i czwartym tygodniu Wielkiego Postu. Pytania w takiej dyspucie między mistrzami zadawała publiczność, chociaż uczestnik debaty miał prawo odrzucić pytanie, jeżeli byłoby niezgodne z zasadami – stąd nazwa takich dysput: questiones de quolibet.
Podczas dysputy, po wprowadzeniu tezy (queritur utrum...) opponens negował ją za pomocą jednego lub kilku argumentów (et videtur quod non...), po czym respondens podawał jeden lub kilka argumentów ją podtrzymujących (sed contra...). W odpowiedzi opponens obalał argumenty przeciwnika poprzez wykazanie fałszywości ich przesłanek (responsio...), na co respondens wykazywał mu błędy w rozumowaniu i przywracał prawdziwość tezy początkowej (unde patet...). Opponens miał prawo do kolejnego responsio, na które mógł odpowiedzieć respondens. Podstawową zasadą questio disputata była możliwość użycia każdego argumentu tylko raz. Niekiedy ograniczano liczbę responsio, jednak w większości przypadków debata toczyła się do wyczerpania argumentów lub poddania się jednej ze stron. Prowadzący miał też prawo zakończyć debatę, gdy jej uczestnicy odeszli od zadanego tematu (distinguo). W przeciwieństwie do debaty akademickiej, w questio disputata nacisk kładziono na argumenty zarówno potwierdzające, jak i negujące tezę, a także na prawdziwość przesłanek i poprawność wnioskowania z tych przesłanek. O ile bowiem debata zalecana przez Arystotelesa miała za zadanie wskazanie wniosków z tezy, które służą jej obalaniu, to debata uniwersytecka służyła raczej do wykazania, że przesłanki tezy mogą wytrzymać krytykę.

## Zasady dialektyki

### Podstawowe pojęcia
Dialektyka jest metodą, dzięki której można – za pomocą sylogizmów – argumentować z prawdopodobnych przesłanek, unikając wewnętrznych sprzeczności. Poza zakres dialektyki wykraczają relacje między sylogizmami dialektycznymi a sylogizmami niedialektycznymi, na przykład sylogizmami opierającymi się na faktach empirycznych.
Dialektyka definiuje argumentację jako świat składający się z bytów. między którymi występuje wiele różnych relacji. Byty dialektyczne dzieli się na terminy, tezy i systemy. Podstawowe relacje między bytami określane są jako wynikanie, opozycja, sprzeczność, porządek systematyczny i porządek hierarchiczny. Akt w dialektyce polega na aktualizacji relacji między bytami, na przykład wynikanie urzeczywistnia się przez analizę, a opozycja przez definiowanie. Ludzki rozum jest zdolny rozpoznać tylko niewielką część z potencjalnych aktualizacji. Rozpoznana aktualizacja terminu przyjmuje formę tezy, która może występować jako definicja, postulat lub twierdzenie. Zestaw przesłanek i wniosków wynikających z tezy tworzy system, który jest zbiorem zdań powiązanych przez sylogizmy. Ten zbiór sylogizmów jest skończony.
Pierwsze przesłanki systemu, czyli byty, z których drogą stopniowej aktualizacji tworzy się tezę, określane są jako doktryna systemu. Byty tworzące doktrynę nazywane są toposami. Doktryna uznawana jest za prawdziwą, gdy toposy są prawdopodobne. Pierwsze przesłanki są prawdopodobne, gdy opierają się na opinii wspólnej wszystkim ludziom, opinii podzielanej przez większość lub na autorytecie. Szczególną odmianą argumentowania z autorytetu jest rozumowanie z hipotezy.

### System dialektyczny
Przedmiotem dialektyki są systemy, a nie pojedyncze terminy lub tezy. Dialektyka nie zajmuje się pojedynczymi systemami, ale systemami między którymi zaktualizowała się opozycja. Opozycja powstaje w akcie definiowania tezy poprzez zróżnicowanie, negację lub wykluczenie. Opozycja nie jest sprzecznością, ale odmiennością, w której dwa systemy negują się wzajemnie, ale nie odrzucają. Natomiast sprzeczność to odmowa uznania istnienia innego bytu. Jeżeli między dwoma systemami aktualizuje się sprzeczność, oznacza to, że jeden z tych systemów jest niepoprawny, bowiem sprzeczność może występować jedynie pomiędzy tezami, a nie systemami, lub też jeden z systemów jest dogmatyczny. Dogmat w dialektyce to pierwsza przesłanka, która wyklucza istnienie opozycyjnej pierwszej przesłanki. System dogmatyczny to taki system, którego doktryna nie dopuszcza alternatyw. Dialektyka nie zajmuje się poprawnością systemów dogmatycznych.
Poprawność (spójność) systemu wykazuje się na jeden z dwóch sposobów – intuicyjnie (dialektyka pozytywna) lub demonstracyjnie (dialektyka negatywna). Definicje i postulaty są tezami intuicyjnymi, to znaczy zakłada się ich prawdziwość, aby dokonać analizy systemu wstecz, od tezy aż do pierwszych przesłanek. Jeżeli sylogizmy są prawidłowe i doktryna systemu uznawana jest za prawdziwą, to tezę intuicyjną uznaje się za prawdziwą a system za poprawny. Twierdzenia są tezami demonstracyjnymi, to znaczy zakłada się ich fałszywość, aby dokonać analizy systemu od pierwszych wniosków. Jeżeli sylogizmy są prawidłowe, to tezę demonstracyjną uznaje się za prawdziwą a system za poprawny, niezależnie od statusu doktryny. Jeżeli analiza tez intuicyjnych lub demonstracyjnych wskazuje na brak doktryny, czyli łańcuch sylogizmów systemu jest potencjalnie nieskończony, tezę uznaje się za fałszywą a system za niepoprawny.
Dialektyka ustala prawdziwość tez tylko wewnątrz systemu, nie wypowiada się na temat statusu tez poza systemem. Natomiast poszczególne zdania systemu nie są ani prawdziwe, ani fałszywe. W dialektyce każda teza jest potencjalnie prawdziwa, to znaczy istnieje potencjalny system, wewnątrz którego zostanie uznana za prawdziwą.
Jeżeli zachodzi relacja opozycji dwóch poprawnych systemów, to w opozycji pozostają doktryny tych systemów. Opozycję taką rozwiązuje się w porządku hierarchicznym, poprzez intuicyjne zbudowanie systemu nadrzędnego, opartego na nowej doktrynie. System nadrzędny włącza z systemów podrzędnych byty należące do pewnych kategorii, a inne wyklucza. Wraz z ustanowieniem nowego systemu i rozwiązaniem opozycji, aktualizują się dwie nowe opozycje – między wykluczonymi bytami a nową tezą oraz między nowym systemem a istniejącymi wcześniej systemami. Dlatego niemożliwe jest ostateczne rozwiązanie opozycji dwóch poprawnych systemów. Każdy system znajduje się potencjalnie w opozycji do innego systemu. Nie istnieje żaden nadrzędny system, który obejmuje wszystkie podrzędne systemy, ponieważ zawsze aktualizuje się inny, opozycyjny system nadrzędny. Wszystkie dialektyczne rozwiązania są częściowe i nieostateczne.
W porządku hierarchicznym byty przynależą do kategorii. W dialektyce byty kategoryzuje się w trzech klasach: rodzaju, gatunku i przypadłości. Wszystkie byty spełniające określony zestaw warunków są zawarte w jednej kategorii, byty niespełniające warunków są wyłączone z kategorii. Kategorie są powiązane jako część i część, całość i część, część i całość. Relacje te są uogólnione jako wykluczanie, włączanie i wynikanie. Dialektyka aktualizuje byty poprzez ich kategoryzację, następnie na podstawie relacji między kategoriami buduje tezy, tworząc hierarchiczny system.
W dialektyce każdy system jest analizowany w swoich własnych kategoriach oraz w kategoriach systemu opozycyjnego. Dlatego celem dialektyki nie jest osiągnięcie konsensusu, lecz przekształcanie niezgody w krytyczny instrument rozwoju wiedzy. Rozumowanie dialektyczne dotyczy twierdzeń, które budzą kontrowersje i pozostają w opozycji do innych twierdzeń – na przykład w sytuacji, gdy dwie osoby mają sprzeczne opinie w jakiejś kwestii a starając się znaleźć podstawy do porozumienia, odkrywają, że jest ono niemożliwe. Dialektyka wyjaśnia taką sytuację, analizując w jaki sposób te dwie osoby różnią się między sobą pod względem założeń, ich interpretacji, sposobu wyciągnięcia wniosku, a także tego, co uznali za prawdopodobne oraz uważali za powszechne przekonanie. Dlatego można interpretować dialektykę jako naukę zajmującą się problemem niezgodności. Dialektyka rozpoczyna i kończy analizę od niezgody, wyjaśniając nie tylko podstawy tej niezgody, ale także jej konsekwencje.

### Sylogizm dialektyczny
Ponieważ system jest zbiorem zdań powiązanych przez sylogizmy, którego poprawność (spójność) należy ustalić poprzez dialektykę negatywną lub pozytywną, to obiektem analizy są w dialektyce sylogizmy. Sylogizm to rozumowanie, w którym wniosek wysnuwa się z dwóch przesłanek zawierających wspólny element. Oznacza to, że w sylogizmie, gdy się coś założy, to coś innego niż się założyło musi wynikać dlatego, że się założyło.
Sylogizm dialektyczny różni się od sylogizmu naukowego (logicznego) tym, że przesłanki, na których się opiera, nie są prawdziwe. Sylogizm dialektyczny jest uznawany za poprawny, gdy jego przesłanki są prawdopodobne a wnioskowanie prawidłowe. Poprawny sylogizm jest określany w dialektyce argumentem. Oznacza to, że gdy wnioskowanie oparte na sylogizmie jest poprawne, to argument dialektyczny jest zgodny z wiedzą ogólną oraz mentalnością uczestników i odbiorców debaty. W tym znaczeniu interpretuje się dialektykę jako udowadnianie za pomocą sylogizmów tezy niepewnej na podstawie tez pewnych.
Sylogizm dialektyczny może występować w formie entymematu dialektycznego. Entymemat to rozumowanie złożone z dwóch przesłanek i wniosku, w którym pomija się jedną z przesłanek lub wniosek, gdyż są oczywiste. Ukryta przesłanka lub wniosek pozostają „w głowie”. Entymemat stosowany jako topos może także przybrać formę sentencji. Jako przykład teoretycy dialektyki podawali – bardzo często używaną – pierwszą przesłankę: nic nie dzieje się bez przyczyny. Opiera się ona na sylogizmie: ponieważ każde wydarzenie jest skutkiem, który posiada swoją przyczynę, to przyczyna i skutek istnieją równocześnie. Sylogizm ten zostaje skrócony do entymematu (ponieważ każde wydarzenie jest skutkiem czegoś, posiada więc zawsze przyczynę), a następnie ujęty w powszechnie zrozumiałą, zgodną z opinią powszechną, formę toposu: nic nie dzieje się bez przyczyny. Topos z entymematu ma zazwyczaj krótką, jednozdaniową formę. Dowodząc konieczności walki używa się miejsc wspólnych w rodzaju: „słodko jest umierać za ojczyznę”, „należy czcić bohaterów”, „dla tych, którzy bronią ojczyzny, otwarta jest droga do nieba”. Argumentując za pokojem stosuje się toposy: „trzeba bronić pokoju”, „lepiej jest rozmawiać z wrogiem niż walczyć”, „rzeczą niegodną jest zabijać”. Podczas analizy dialektycznej rozwija się toposy oraz entymematy do pełnych sylogizmów, a następnie sprawdza się ich poprawność.
Pierwsza przesłanka sylogizmu to podmiot (subiectum, {\displaystyle S}) – zawiera ona prawdę szczegółową. Druga przesłanka, zwierająca prawdę ogólną, to przesłanka pośrednia (terminus medinus, {\displaystyle M}). Orzecznik (predicatum, {\displaystyle P}), to wspólny element przesłanek, zawarty we wniosku. Pod względem budowy, zdanie w systemie ma formę podmiotowo–orzecznikową w jednym z czterech typów: każde {\displaystyle S} jest {\displaystyle P,} żadne {\displaystyle S} nie jest {\displaystyle P,} pewne {\displaystyle S} jest {\displaystyle P} lub pewne {\displaystyle S} nie jest {\displaystyle P}. Pod względem rodzajów orzeczników (ich stosunków rzeczowych do podmiotu) zdania w systemie są jednego z pięciu typów: definicji, własności, rodzaju, gatunku lub przypadłości. Oznacza to, że sylogizmy dialektyczne dzielą się na takie, które dotyczą orzekania na temat definicji, własności, rodzaju, gatunku lub przypadłości. Pod względem struktury wnioskowania, do podstawowych sylogizmów dialektycznych należą: argument a contrario, argument a fortiori, argument a completudine, argument a coherentia, argument psychologiczny, argument historyczny, argument przez dowód nie wprost, argument teleologiczny (celowościowy), argument ekonomiczny, argument systematyczny i argument naturalistyczny.

## Rodzaje sylogizmów dialektycznych

### Sylogizm a fortiori
Sylogizm dialektyczny a fortiori, czyli ze wzmocnienia, jest jednym z najczęściej stosowanych argumentów w dowodzeniu (również w formie entymematu). Opiera się on na formule „jeżeli {\displaystyle S} to tym bardziej {\displaystyle P,} skoro {\displaystyle M}”. Występuje w dwóch odmianach: a minori ad maius oraz a maiori ad minus.
Pierwsza odmiana, a minori ad maius, znajduje zastosowanie w dowodzeniu negatywnym, druga, a maiori ad minus, w dowodzeniu pozytywnym. Dowodzenie negatywne zasadza się na argumentacji, że jeżeli nie wolno {\displaystyle S,} to tym bardziej nie wolno {\displaystyle P.} Dowodzenie pozytywne zakłada, że gdy wolno więcej, to tym bardziej wolno mniej. Nie zawsze dowody z tego typu sylogizmu sprowadzają się do nakazów lub zakazów, gdyż argument a minori ad maius polega na uzasadnieniu tego, co jest podrzędne tym, co jest nadrzędne, natomiast a maiori ad minus służy do uzasadnienia nadrzędnego przez podrzędne. Inaczej mówiąc, jakaś część zbioru udziela sensu całości zbioru (argument pars pro toto), albo całość udziela sensu części danego zbioru (argument totum pro parte).
Zbudowanym z tropów i figur retorycznych, często przytaczanym i naśladowanym sylogizmem dialektycznym a fortiori, jest fragment Kazania wtórego Piotra Skargi: jako najmilejszej matki swej miłować i onej czcić nie macie, która was urodziła i wychowała, nadała, wyniosła? Bóg matkę czcić rozkazał. Przeklęty, kto zasmuca matkę swoją. A która jest pierwsza i zasłużeńsza matka jako ojczyzna, od której imię macie i wszystko, co macie od niej jest? Podmiotem rozumowania Skargi jest matka {\displaystyle (S);} przesłanką pośrednią nakaz czci matki {\displaystyle (M);} orzecznikiem – cześć i szacunek należny ojczyźnie {\displaystyle (P).} Metaforyczne nazywanie ojczyzny matką jest bardzo dawną tradycją. Ta, utrwalona u autora i odbiorców przenośnia, ułatwia przyjęcie wniosku o wrodzonym obowiązku miłości do ojczyzny. Sylogizm Skargi opiera się na identyfikacji słów bliskoznacznych w argumencie a fortiori, w odmianie a minori ad maius.
W innym miejscu Kazania wtórego Skarga dowodzi a maiori ad minus: poganie za Rzeczpospolitą umierali, nic się śmierci nie spodziewając, abo nic pewnego o zapłacie na onym świecie nie mając, na samej tylko poczciwej sławie u ludzi przestając. A my tak wielkie i tak pewne o zapłacie po śmierci Boga naszego obietnice mamy, jeśli to przykazanie o miłości wypełnim. I tu na ziemi nieśmiertelną sławę daje tym, którzy braciej i dobra pospolitego ucierpieli. Rozumowanie autora jest następujące: jeżeli wszyscy ludzie uznają obowiązek oddania życia za ojczyznę {\displaystyle (S),} to tym bardziej chrześcijanie powinni go wypełnić {\displaystyle (P),} skoro mają przykazanie miłości {\displaystyle (M)}.

## Zastosowanie
Zasady dialektyki stosuje się do analizy ludzkich wypowiedzi, zwłaszcza podczas dyskursu. Dialektyka reguluje zasady dyskursu, w czasie którego ludzie nie zgadzają się ze sobą na podstawie argumentów. Dyskurs nie jest obiektem analizy dialektycznej, gdy odnosi się do już ustalonych faktów lub próby określenia faktów na sposób empiryczny. Z zasad dialektyki wywodzi się twierdzenie, że o faktach się nie dyskutuje.
Dialektyka, jako metanauka o poprawności rozumowania, ma zastosowanie do tych nauk szczegółowych, które nie przyjmują dogmatycznej doktryny – na przykład przez wieki była stosowana w filozofii i retoryce. Dialektyka nie ma zastosowania do nauk, które – z jej punktu widzenia – są systemami dogmatycznymi. Systemami dogmatycznymi są na przykład nauki empiryczne, gdyż w naukach tych przyjmuje się pierwsze przesłanki, które zakładają, że tylko z ich pomocą możliwe jest osiągnięcie jedynego prawdziwego i nadrzędnego systemu wiedzy. Dialektyka i nauki empiryczne, w ich historycznym aspekcie i tradycyjnie pojmowane, posługują się odrębnymi technikami, do których ostatecznie musi się odwoływać racjonalny, ludzki dyskurs. Uczeni posługujący się dialektyką są grupą ekspertów w budowie systemów opisujących zawiłe i subtelne kontrowersje; empirycy natomiast budują teorie na podstawie eksperymentów i obserwacji, zgodnych z procedurami naukowymi. Jednakże niektóre nauki empiryczne – na przykład fizyka, w zakresie, w jakim stosuje się w niej formuły matematyczne – są wysoce teoretyczne. Nieweryfikowalne teorie i wynikające z nich hipotezy, są artykułowane w dyskursie naukowym dialektycznie. Jeżeli jakakolwiek nauka empiryczna sięga po formę teoretyczną, jej świat argumentacji ma strukturę dialektyczną. Dlatego teoretyczne zasady przewidywania i weryfikacji oraz sposób budowania hipotez są często przypadkami zastosowania metody dialektycznej w naukach empirycznych.